# 체인 (단위)
체인(영어: chain)은 야드파운드법과 미국 단위계에서 쓰는 길이의 단위이다. 국제단위계로 1 체인은 20.1168 미터이다. 1 체인은 66 피트, 22 야드, 100 링크, 4 로드에 해당한다. 1 펄롱은 10 체인이다